# Arnside Knott
Koordinaten: 54° 11′ N, 2° 51′ W

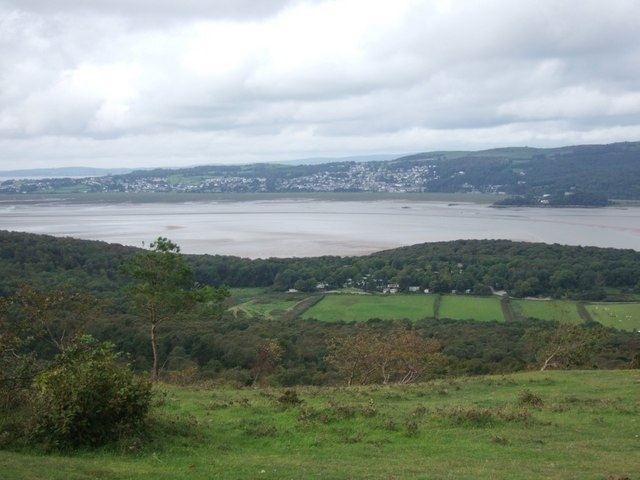
Blick vom Arnside Knott über die Mündung des River Kent in die Morecambe Bay in Richtung Grange-over-Sands

Arnside Knott ist ein Berg mit einer Gipfelhöhe von 159 m nahe Arnside, Cumbria, England.
Der Arnside Knott ist einer von zwei Bergen aus Kalkstein aus dem Karbon in der Arnside and Silverdale Area of Outstanding Natural Beauty und gehört dem National Trust.
Der Arnside Knott ist der niedrigste Marilyn in England.

## Quelle
- Allan Dawson, Update to the Relative Hills of Britain (PDF-Datei; 50 kB) April 2010.